# Liste der Kulturdenkmäler in Mittelhof
In der Liste der Kulturdenkmäler in Mittelhof sind alle Kulturdenkmäler der rheinland-pfälzischen Ortsgemeinde Mittelhof aufgelistet. Grundlage ist die Denkmalliste des Landes Rheinland-Pfalz (Stand 4. Mai 2023).

## Einzeldenkmäler
| Bezeichnung                        | Lage                                                     | Baujahr                   | Beschreibung                                                                                                 | Bild            |
| ---------------------------------- | -------------------------------------------------------- | ------------------------- | --- | --------------- |
| Wohnhaus                           | Blickhausen, Nr. 1 Lage                                  | 18. Jahrhundert           | Fachwerkhaus, teilweise massiv, 18. Jahrhundert                                                              | BW              |
| Wohnhaus                           | Hof Auen, Nr. 1 Lage                                     | 18. Jahrhundert           | stattliches Fachwerkhaus einer Hofanlage, 18. Jahrhundert                                                    | BW              |
| Wohnhaus                           | Hüngesberg, Nr. 6 Lage                                   | 17. oder 18. Jahrhundert  | stattliches Fachwerkhaus, verkleidet und verschiefert, wohl aus dem 17. oder 18. Jahrhundert                 | BW              |
| Wohnhaus                           | Mitteldurwittgen, Nr. 2 Lage                             | 18. Jahrhundert           | stattliches Fachwerkhaus einer Hofanlage, teilweise massiv und verschiefert, 18. Jahrhundert                 | BW              |
| Katholische Pfarrkirche St. Marien | Mittelhof, Betzdorfer Landstraße, zu Nr. 5 Lage          | 1895 ff.                  | neugotischer Bruchsteinsaal, 1895 ff.                                                                        | Fotos hochladen |
| Wohnhaus                           | Niederdurwittgen, Nr. 1 Lage                             | 18. Jahrhundert           | stattliches Fachwerkhaus einer Hofanlage, teilweise massiv, 18. Jahrhundert                                  | BW              |
| Wohnhaus                           | Oberkrombach, Nr. 5 Lage                                 | 1652                      | Fachwerkhaus, teilweise massiv, angeblich von 1652                                                           | BW              |
| Wohnhaus                           | Quadenhof, Nr. 1 Lage                                    | 18. Jahrhundert           | stattliches Fachwerkhaus einer Hofanlage, 18. Jahrhundert                                                    | BW              |
| Wohnhaus                           | Roddern, Nr. 1 Lage                                      | 18. Jahrhundert           | Fachwerkhaus einer Hofanlage, teilweise massiv und verkleidet, 18. Jahrhundert                               | BW              |
| Wohnhaus                           | Röttgen, Nr. 2 Lage                                      | 17. oder 18. Jahrhundert  | Fachwerkhaus einer Hofanlage, verkleidet, wohl aus dem 17. oder 18. Jahrhundert                              | BW              |
| Kleinsiedlung                      | Steckenstein, Knappenstraße 1–23 (ungerade Nummern) Lage | um 1900                   | Kleinsiedlung des Erzbergwerks Grube Friedrich; langgestreckter, eineinhalbgeschossiger Fachwerkbau, um 1900 | BW              |
| Wohnhaus                           | Steckenstein, Steckensteiner Hof 5/7 Lage                | 1714                      | Breitgiebelhaus, teilweise Fachwerk, teilweise verkleidet, bezeichnet 1714                                   | BW              |
| Wohnhaus                           | Steckenstein, Steckensteiner Straße 79 Lage              | Ende des 19. Jahrhunderts | Fachwerkhaus, Ende des 19. Jahrhunderts                                                                      | BW              |

## Ehemalige Kulturdenkmäler
| Bezeichnung | Lage               | Baujahr         | Beschreibung                                                                                 | Bild |
| ----------- | ------------------ | --------------- | -------------------------------------------------------------------------------------------- | ---- |
| Wohnhaus    | Grabig, Nr. 1 Lage | 17. Jahrhundert | Fachwerkhaus, teilweise massiv, wohl noch aus dem 17. Jahrhundert; aus Denkmalliste gelöscht | BW   |